# Futsal in Spanien
Futsal (span.: fútbol sala), eine Variante des Hallenfußballs, ist in Spanien ein beliebter Breiten- und Publikumssport. Auf Klubebene wird seit 1989 eine separate Profiliga, die Liga Nacional de Fútbol Sala (LNFS), betrieben. Der höchsten Spielklasse, genannt División de Honor, gehören 16 Mannschaften an. Die Meisterschaft gilt als die weltweit stärkste im Futsalsport.
Die Spanische Futsalnationalmannschaft unterliegt dem Königlich-spanischen Fußballverband und ist mit insgesamt sieben Titeln bei der Futsal-Europameisterschaft der UEFA, sowie zwei Erfolgen bei der FIFA-Futsal-Weltmeisterschaft, eine der erfolgreichsten.

## Geschichte
Der aus Südamerika stammende Futsalsport begann 1972 in Spanien Fuß zu fassen, als die Young Men’s Christian Association (YMCA) ihn im Land zu betreiben begann. Kurz darauf engagierten sich zwei populäre Journalisten, nämlich Juan Manuel Gozalo und José María García, für die Sportart und gründeten zwei Vereine: Unión Sport und Interviú/Hora 25, wobei letzterer sich im Laufe der Zeit zum erfolgreichsten Klub Spaniens und Europas entwickelte.
Den wichtigsten Schritt zum Aufstieg des Futsal vollzog man allerdings im Sommer 1989, als die Liga Nacional de Fútbol Sala (LNFS) ins Leben gerufen wurde. Der bis dahin schlecht organisierte Sport bekam erstmals eine vereinte und professionalisierte Struktur, und eine nationale Liga.
Seither sind die Zuschauerzahlen in den Sporthallen, aber auch im Fernsehen, stetig gestiegen. So wird beispielsweise wöchentlich vom Öffentlichen Spanischen Fernsehen ein Match der ersten Liga live übertragen.

## Liga Nacional de Fútbol Sala (LNFS)

### Männer
Die spanische Profiliga Liga Nacional de Fútbol Sala wurde im Jahre 1989 ins Leben gerufen. Die höchste Spielklasse, die División de Honor, besteht aus 16 Teams, wobei die letzten beiden absteigen und die ersten acht ein Play-off um die Meisterschaft austragen. Unter der División de Honor existieren die División Plata Norte und die División Plata Sur, bestehend aus je 19 Teams.
Weiters gibt es einen Pokalbewerb, die Copa de España, sowie die Supercopa, die zwischen dem Meister und dem Pokalsieger ausgetragen wird.

#### International

##### UEFA-Futsal-Pokal
Der Meister der spanischen Liga ist berechtigt, am UEFA-Futsal-Pokal teilzunehmen. Diesen Bewerb, der seit 2001 unter Schirmherrschaft der UEFA ausgetragen wird, konnten bisher acht Mal Teams aus der División de Honor für sich entscheiden:
- 2001/02: Playas de Castellón FS
- 2002/03: Playas de Castellón FS
- 2003/04: Interviú FS
- 2005/06: Interviú FS
- 2008/09: Interviú FS
- 2011/12: FC Barcelona
- 2013/14: FC Barcelona
- 2016/17: Interviú FS

##### Futsal-Weltpokal
Der Gewinner des UEFA-Futsal-Pokals trifft seit 2004, unter Schirmherrschaft der FIFA, im Futsal-Weltpokal u. a. auf den stärksten Vertreter aus Südamerika, sowie Teams aus Japan und den Vereinigten Staaten. Bisher konnte das spanische Team Inter FS fünf Mal den Bewerb für sich entschieden:
- 2005: Interviú FS
- 2006: Interviú FS
- 2007: Interviú FS
- 2008: Interviú FS
- 2011: Inter FS

### Frauen
Die Frauenmannschaften spielen in der División de Honor Femenino, ebenfalls bestehend aus 16 Mannschaften, den Titel aus.

## Nationalmannschaft der Männer
Die spanische Futsalnationalmannschaft zählt zu den stärksten weltweit. Sie unterliegt dem Königlich-spanischen Fußballverband. Bisherige Erfolge:

### Futsal-Weltmeisterschaft
- Goldmedaille (2): 2000, 2004
- Silbermedaille (3): 1996, 2008, 2012
- Bronzemedaille (1): 1992

### Futsal-Europameisterschaft
- Goldmedaille (7): 1996, 2001, 2005, 2007, 2010, 2012, 2016
- Silbermedaille (1): 1999
- Bronzemedaille (1): 2014

## Nationalmannschaft der Frauen
Die spanische Futsalnationalmannschaft der Frauen zählt wie die der Herren zu den stärksten im internationalen Vergleich. Bei den seit 2010 ausgetragenen Weltmeisterschaften konnte die Auswahl zwei Mal ins Endspiel vordringen, wo sie jeweils Brasilien unterlag.

### Futsal-Weltmeisterschaft der Frauen
- Silbermedaille (2): 2011, 2013
- Bronzemedaille (1): 2012